# Jérémy Châtelain
Jérémy Chatelain (* 19. října 1984, Créteil, Francie) je francouzský zpěvák, herec a módní návrhář.
Oženil se s francouzskou zpěvačkou Alizée Jacotey, v roce 2005 se jim narodila dcera Annily.